# شورش یئولینگ
نبرد یئولینگ یا شورش یئولینگ به درگیری میان امپراتوری مغول و امپراتوری جین گفته می‌شود که چنگیز خان امپراتور ویشائووانگ را در بیاناتش مورد اهانت قرار داد و به خشم آورد؛ او اظهار کرده بود که ویشائووانگ به درد امپراتور و رهبر بودن نمی‌خورد و یک بزدل است. او باز هم به این آتش دامن زد و بیان داشت که یک امپراتور باید مردی آسمانی مانند او باشد. این اخبار به سرعت به گوش لشکریانشان رسید و به کمپین‌های متعددی منجر شد من جمله ووشابائو، داتونگ، نبرد بجر ماوث، و نبرد گی‌هبائو. این نبردها فقط با تصرف جویونگ‌گوآن توسط مغول‌ها پایان پذیرفت، اما این کمپین‌ها به مرگ ۵۰۰٬۰۰۰ انسان یا بیشتر منجر شدند.